# Antelope (Oregon)
Pour les articles homonymes, voir Antelope.
Antelope est une municipalité américaine située dans le comté de Wasco en Oregon.
Lors du recensement de 2020, sa population est de 37 habitants. Selon le Bureau du recensement des États-Unis, la municipalité s'étend alors sur une superficie de 0,48 mille carré (1,24 km2).

## Histoire

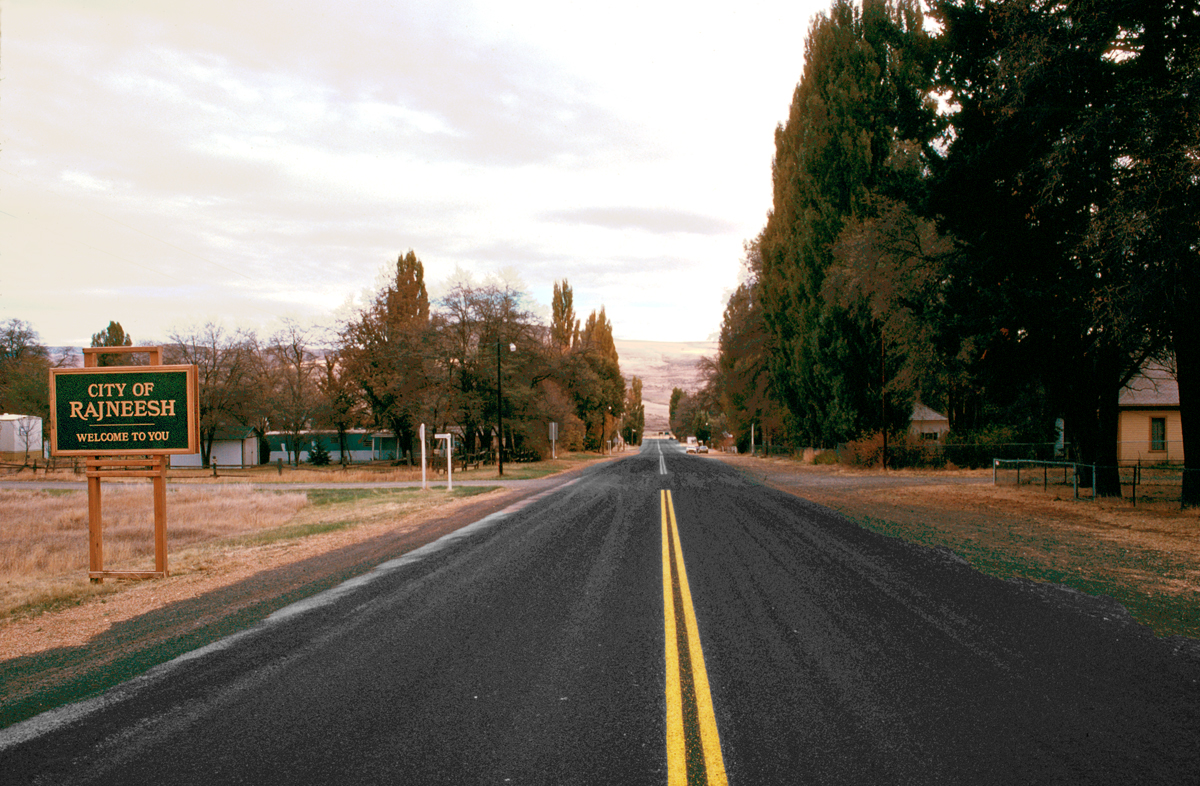
L'entrée de Rajneesh en 1985.

Antelope devient une municipalité le 12 novembre 1896. Elle doit son nom aux antilopes qui peuplaient autrefois la région.
En 1981, le guru indien Bhagwan Shree Rajneesh et 2 000 de ses fidèles s'implantent au Big Muddy Ranch près d'Antelope en créant l'ashram de Rajneeshpuram,. 
En septembre 1984, les membres de la secte, numériquement dominants parmi les habitants d'Antelope, votent pour renommer le bourg « Rajneesh », ce que le U.S. Board on Geographic Names accepte de juin à décembre 1985 avant de lui redonner le nom d'Antelope. Le groupe disparaît après l'attaque bioterroriste de The Dalles. Rajneeshpuram, leur ancienne ville est désormais l'un des plus grands camps de jeunes chrétiens du monde.